# Freies Wort
Freies Wort ist eine regionale Tageszeitung in Südthüringen. Sie erscheint in der kreisfreien Stadt Suhl, in den Landkreisen Hildburghausen und Sonneberg sowie in Teilen der Landkreise Schmalkalden-Meiningen, Ilm-Kreis und Wartburgkreis. Ihre verkaufte Auflage beträgt inklusive des Meininger Tageblatts 38.662 Exemplare, ein Minus von 66,3 Prozent seit 1998. Herausgeber ist die Suhler Verlagsgesellschaft mbH & Co.KG mit Sitz in Suhl.
Gegründet wurde Freies Wort als Organ der SED-Bezirksleitung des DDR-Bezirkes Suhl. Die Zeitung war am 15. August 1952 mit der Errichtung der Bezirke in der DDR als Das Freie Wort entstanden und am 9. März 1956 in Freies Wort umbenannt worden. Freies Wort galt mit einer Auflage von 157.400 Exemplaren als kleinste SED-Bezirkszeitung mit damals acht Lokalredaktionen.
Bei der Privatisierung nach der Wiedervereinigung wurde das Freie Wort 1991 vom Süddeutschen Verlag in München (70 Prozent) und der SPD-Medienholding Deutsche Druck- und Verlagsgesellschaft mbh (ddvg) in Hamburg (30 Prozent) übernommen.
Chefredakteur ist Stephan Sohr.

## Auflage
Freies Wort hat in den vergangenen Jahren – so wie die meisten Regionalzeitungen – erheblich an Auflage eingebüßt. Die verkaufte Auflage ist in den vergangenen 10 Jahren um durchschnittlich 5,5 % pro Jahr gesunken. Im vergangenen Jahr hat sie um 10,3 % abgenommen. Sie beträgt gegenwärtig 38.662 Exemplare. Der Anteil der Abonnements an der verkauften Auflage liegt bei 91,8 Prozent.
| 1998   | 1999   | 2000   | 2001   | 2002   | 2003   | 2004  | 2005  | 2006  | 2007  | 2008  | 2009  | 2010  | 2011  | 2012  | 2013  | 2014  | 2015  | 2016  | 2017  | 2018  | 2019  | 2020  | 2021  | 2022  | 2023  | 2024  |
| ------ | ------ | ------ | ------ | ------ | ------ | ----- | ----- | ----- | ----- | ----- | ----- | ----- | ----- | ----- | ----- | ----- | ----- | ----- | ----- | ----- | ----- | ----- | ----- | ----- | ----- | ----- |
| 114596 | 110674 | 106775 | 111606 | 106487 | 102783 | 98930 | 94430 | 91732 | 88800 | 86576 | 83849 | 81482 | 78879 | 76363 | 73587 | 70828 | 68642 | 65818 | 63306 | 60287 | 57721 | 54742 | 51983 | 47925 | 44830 | 40193 |

Die Montagsausgabe wird seit dem 6. Januar 2025 nicht mehr gedruckt und ist nur noch digital erhältlich.

## Lokalredaktionen
Es existieren sechs Lokalredaktionen in Bad Salzungen, Hildburghausen, Ilmenau, Meiningen, Sonneberg und Suhl, die fünf Lokalausgaben produzieren:
| Bezeichnung der Lokalausgabe                          | Verkaufte Auflage |
| ----------------------------------------------------- | ----------------- |
| Suhl / Zella-Mehlis                                   | 5173              |
| Ilm-Kreis                                             | 3669              |
| Hildburghausen / Sonneberg / Thüringer Wald           | [ 10 ]            |
| Bad Salzungen mit Südthüringer Zeitung (STZ)          | 7872              |
| Schmalkalden-Meiningen mit Südthüringer Zeitung (STZ) | [ 12 ]            |

Das Meininger Tageblatt veröffentlicht neben den gemeinsamen Mantelseiten die Lokalausgabe für Stadt und Altkreis Meiningen (siehe Kooperationen).

## Kooperationen
Gemeinsam mit den Titeln Frankenpost (Hof), Neue Presse (Coburg), Südthüringer Zeitung (Bad Salzungen) und Nordbayerischer Kurier (Bayreuth), die denselben Eigentümern gehören, bildet Freies Wort die „Regionalzeitungsgruppe Hof/Coburg/Suhl/Bayreuth“ des Süddeutschen Verlags, der zur Südwestdeutschen Medienholding GmbH (SWMH) in Stuttgart gehört. Für den überregionalen Mantel kooperiert Freies Wort redaktionell mit den Stuttgarter Nachrichten.
Freies Wort kooperiert außerdem mit der Meininger Mediengesellschaft mbH (MMG), die die Tageszeitung Meininger Tageblatt herausgibt. An der Meininger Mediengesellschaft mbH waren wiederum zu je 50 Prozent die Suhler Verlagsgesellschaft mbH & Co.KG und die WPV Gesellschaft für Werbung, Presse und Vertrieb mbH in Meiningen beteiligt, letztere ist eine vollständige Tochtergesellschaft der KVG Kissinger Verlagsgesellschaft mbH & Co. KG (Saale-Zeitung). 2010 übernahm die Mediengruppe Oberfranken den Anteil von der WPV.
Meininger Tageblatt und Südthüringer Zeitung übernehmen den kompletten Mantelteil von Freies Wort.

## Chefredakteure
Chefredakteure des Organs der SED-Bezirksleitung Freies Wort (1952 bis 1990):
| Zeitraum  | Name          |
| --------- | ------------- |
| 1952–1959 | Yvonne Freyer |
| 1959–1965 | Gerhard Fuchs |
| 1965–1972 | Helmut Linke  |
| 1972–1974 | Klaus Kleine  |
| 1974–1989 | Helmut Linke  |
| 1989–1990 | Heinz Escher  |

Chefredakteure seit 1990:
| Zeitraum                     | Name            |
| ---------------------------- | --------------- |
| bis Januar 2009              | Gerd Schwinger  |
| April 2009 – Januar 2012     | Herbert Wessels |
| Februar 2012 – Oktober 2020  | Walter Hörmann  |
| November 2020 – Oktober 2024 | Marcel Auermann |
| seit März 2020               | Stephan Sohr    |